# Olof Torsk
Nils Olof Axel Torsk, född 4 januari 1845 i Stockholm, död 16 oktober 1905 i Buenos Aires, Argentina, var en svensk-argentinsk ingenjör.
Olof Torsk var son till hovjuveleraren Jacob Engelberth Torsk och Bertha Christina Mathilda Hygrell samt bror till Sigrid Torsk. Efter skolgång i Nya elementarskolan i Stockholm till 1862 genomgick han 1863–1866 Teknologiska institutets avdelning för väg- och vattenbyggnad. 
Efter någon tids arbete vid Stockholms vattenledningsbyggnad vid Skanstull emigrerade Torsk 1867 till Sydamerika, där han till 1872 var anställd vid ett rit- och konstruktionskontor i Montevideo. 1873–1877 var han i tjänst hos den framstående italienske järnvägsbyggaren Telfener vid anläggningen av en järnväg inåt trakterna kring Córdoba, Argentina och Tucumán. Då arbetet i saltöknarna inverkade menligt på hans hälsa, sysslade han från 1879 med att tillsammans med Jules Andrieux anlägga en koloni i Ocampa väster om Santa Fe i Gran Chaco-området. Torsk var ledare för företaget fram till sekelskiftet 1900. 
Under denna tid växte kolonin, som omfattade tusentals tunnland bördig om än tämligen sumpig mark, till att förutom infödingar omfatta en befolkning av 800 européer. Torsk var även verksam som fredsdomare och postmästare i Colonia Ocampo. Från 1900 till sin död var Torsk anställd som ingenjör vid det stora avvattningsföretag i provinsen Buenos Aires, vilket leddes av Carlos Nyströmer.